# Ministro senza portafoglio
Il ministro senza portafoglio è il ministro di un governo che non è preposto ad alcun dicastero. 
Questa figura, che fa parte a tutti gli effetti del consiglio dei ministri pur senza sovrintendere ad alcuno specifico ministero, è comune nei Paesi governati da un governo di coalizione; è invece una carica inusuale in quegli ordinamenti in cui l'esecutivo non è composto da una coalizione di partiti e nelle repubbliche presidenziali, come ad esempio gli Stati Uniti d'America.

## Nel mondo

### Regno Unito
Nel Regno Unito, il Ministro senza portafoglio è un funzionario che, pur non detenendo alcun ministero o dipartimento, partecipa alle riunioni del Governo. Tradizionalmente è investito di tale titolo il presidente (chairman) del partito di maggioranza (da non confondersi con il leader del partito di maggioranza, a cui tradizionalmente è affidata la carica di Primo Ministro).